# Chris Stark
Chris Stark (* 1996, auch bekannt als Sos Jr.) ist ein deutscher Zauberkünstler, Moderator und Showman.

## Werdegang
Als erstes Kind der Quick-Change-Illusionisten Sos & Victoria geboren, war Magie schon immer Teil von Chris Starks Leben. Mit 4 Jahren erlernte er sein erstes Zauberkunststück, seinen ersten Preis gewann er im Alter von sieben Jahren bei der deutschen Young Talents Show in Speyer mit der ersten Version seines mittlerweile weltweit bekannten Manipulations-Acts. Als er neun Jahre alt war, bot ihm der Autor, Regisseur und ehemalige Präsident des Magischen Zirkels von Deutschland, Eberhard Riese, die Chance, an mehreren Zauber- und Fernsehwettbewerben in Europa teilzunehmen, welche er trotz seines jungen Alters gewann.
Im Alter von 12 Jahren wurde Chris Stark vom Mentalisten Uri Geller entdeckt. Geller lud ihn als ‚special guest‘ zu seinen TV-Shows "The Next Uri Geller" und "Phenomenon" ein. Sos tourte mit Uri Geller mit diesen Erfolgsshows in mehreren Ländern der Welt. Während der letzten TV-Session gab ihm Uri Geller den Titel „The Next Phenomenon“. Nach diesem Erfolg zeichnete die International Magicians Society in New York, USA Chris Stark ausnahmsweise mit 13 Jahren als „Sos & Victoria“ neben David Copperfield, Siegfried & Roy und Chris Angel mit dem ‚Merlin Award‘ aus, dem ‚Oscar‘ für Magier. Im Alter von 14 Jahren nahm Chris Stark am Fernsehwettbewerb ‚The Illusionist‘ teil, bei dem mehr als 300 professionelle Zauberer um den Hauptpreis, die ‚Las Vegas Trophy‘, kämpften. Er begeisterte in vier Runden und gewann das Superfinale gegen den amtierenden Weltmeister der Magie. Er wurde mit der ‚Las Vegas Trophy‘ geehrt und erhielt den Titel ‚The Illusionist‘.
Gleichzeitig agiert Chris Stark unter seinem bürgerlichen Namen auch als Schauspieler in Filmproduktionen wie Tyler Rake: Extraction 2 (von Regisseur Sam Hargrave, mit Chris Hemsworth), Hin und weg (ein deutsches Roadmovie des Regisseurs Christian Züber mit Florian David Fitz), Nacht über Deutschland (halbtotal Filmproduktion für ZDF).

## Einige TV-Auftritte
- 2019: TV-Auftritt bei den "Auditions" der amerikanischen Fernsehsendung "America's Got Talent" auf NBC[8]
- 2019: TV-Auftritt bei den "Judge Cuts" der amerikanischen Fernsehsendung "America's Got Talent" auf NBC[9]
- 2020: TV-Auftritt in der deutschen Fernsehsendung "Fernsehgarten" im ZDF[10]
- 2021: TV-Auftritt im deutschen Fernsehkanal KIKA zusammen mit Influencer Crispy Rob und Moderatorin Jessica Schöne[11]
- 2022: TV-Auftritt im deutschen Fernsehkanal KIKA im Rahmen der Sendung Checkerin Marina – Verwandlungs-Check[12]
- 2023: TV-Auftritt im Finale der Wahl der deutschen Weinkönigin im deutschen Fernsehkanal SWR[13]